# 5143 Heracles
5143 Heracles este o planetă minoră (asteroid), cu un diametru de 4,843 km, din Asteroid Apollo. A fost descoperită pe 7 noiembrie 1991 la Observatorul Palomar de Carolyn S. Shoemaker și a fost numită după Heracle. 
Obiectul prezintă o orbită caracterizată de o semiaxă mare de 1,8336266 UAi, o excentricitate de 0,77259, o înclinație de 9,033253 ° în raport cu ecliptica.